# 东作门
东作门又名磐石门、小东门，位于中国江西省九江市浔阳区，东门口18号171医院的东围墙的中段。
东作门是明代所建九江府城的七座城门之一，也是现存唯一的一座。其余各门（大东门迎春门、大南门文明门、小南门南熏门、西门湓浦门、九华门、岳师门）均已不存。
1853年，太平军将领林启容占领九江。1858年湘军李续宾猛攻九江城，潜挖地道，炸毁东作门的瓮门，守城一萬七千名太平軍战死，李续宾又屠尽九江居民二万人。此后，东作门长期被掩埋。直到一百多年以后，1987年171医院为老干部建房时，重新发现东作门。
东作门城门为青砖砌筑，底宽14.57米、残高7.27米，城门门洞宽5.55米。
2004年，东作门公布为第三批九江市文物保护单位。